# Стухаћ
Стухаћ је демонско митско створење у српској митологији, забележен у Херцеговини. Иако је његово име слично са здухаћ, не постоји стварна сличност.
Стухаћ живи у високим планинама и неродним подручјима; како изгледа није описано, но познато је да носи гужве израђене од људских лигамената на својим ногама, да се не би омакнуо на планинским стрменима. Ако би му се гужва растурила, он би извукао лигаменте из нечијих ногу како би направио нову.